# Jauerling-Aussichtswarte
Die Aussichtswarte Jauerling ist ein von 1984 bis 1991 errichteter 38 m hoher Aussichtsturm auf dem Jauerling bei Maria Laach am Jauerling, KG Wiesmannsreith.

## Geschichte
Bereits 1842 befand sich eine 7,5 Meter hohe Plattform auf dem höchsten Punkt des Jauerling, dem Burgstock. Der Bau dieses Aussichts-Balkons war von der benachbarten Herrschaft Prandhof (Sitz: Niederanna 5) veranlasst und von Freunden des Jauerling realisiert worden. Am 24. August 1842 besuchten die Erzherzöge Franz Joseph, Ferdinand Maximilian und Carl Ludwig mit ihrem Erzieher Graf Bombelles und weiterer Begleitung die hölzerne Turmterrasse und hinterließen im Wege ihrer Begleiter den Wunsch, dass an dem Orte ein mit den Namen der Prinzen geziertes steinernes Denkmal errichtet werde.
1898 schuf der Österreichische Touristenklub einen fünf Stockwerke hohen Turm, der am 24. Juli 1898 als Kaiser Franz Josef-Jubiläumswarte feierlich eröffnet wurde. Dieser 18 m hohe, vollständig verkleidete Holzturm stürzte in der Nacht von 9. auf den 10. Februar 1949 ein.
Der Österreichische Touristenklub und der Österreichische Alpenverein errichteten einen neuen Aussichtsturm, der am 13. Mai 1951 eröffnet wurde. Dieser nun 30 m hohe Turm wurde nach vier Seiten abgespannt. Trotzdem wurde das Bauwerk 1974 in einem Wintersturm beschädigt, musste bis auf zwei Stockwerke abgetragen werden und dient heute als Lager.
Seit 1970 ist der Turm auch Kontrollstelle am Nord-Süd-Weitwanderweg.
1980 gründete sich ein Verein Aussichtswarte Jauerling, der in den folgenden Jahren die 38 m hohe Aussichtswarte errichtete. Diese war ab 1988 teilweise zu nutzen, wurde aber erst 1991 vollständig freigegeben. Im Jahr 1998 erfolgte die Eröffnung der Dauer-Mineralienausstellung im Turm. 2000 erhielt der Turm eine Vollverschalung mit Prefa-Aluminium-Elementen.

### Ehemalige nächstgelegene Hütten
In den frühen 1880er-Jahren wurde unter Mitwirkung des Aggsteiner Gastwirts Zauner auf dem Jauerling die Stauferhütte errichtet und zugunsten der Sektionen Melk und Krems-Stein des Österreichischen Touristenklubs am 25. Mai 1884 eröffnet. Namensgeber des Hauses war Kapitular Pater Vincenz Staufer (* 1821, † 4. Februar 1889), Bibliothekar und Gastmeister des Stiftes Melk, der sich über Jahrzehnte als Historiker wie Botaniker mit dem Jauerling beschäftigt hatte.
Jahre später betrieben die Eheleute Josef und Marie Rasocher neben der Stauferhütte eine Gastwirtschaft. Am 4. Juli 1920 übernahmen sie die Stauferhütte, und ab 1926 wurde durch den Österreichischen Gebirgsverein in Absprache mit den Wirtsleuten die bestehenden, adaptierten Baulichkeiten als Vereinshütte geführt, benannt Rasocher-Hütte nach der Liegenschaftseigentümerin Marie Rasocher. Der gewaltvolle Tod von Josef Rasocher († 1950, Alter: 75) rückte sowohl die Hütte als auch den Jauerling kurzzeitig in den Mittelpunkt öffentlichen Interesses. Das Gebäude (Jauerling Gipfelhaus,
) dürfte nach den 1960er-Jahren abgetragen worden sein.
Staufer- bzw. Rasocher-Hütte lagen circa 120 Meter südöstlich der Turmbauten. Die auf Hüttenstempeln sowie in der Werbung angeführten 959 Höhenmeter machten glauben, die Schutzhütte würde sich auf dem höchsten Punkt des Jauerling befinden. Gemäß Höhlenkataster des NÖ Atlas lag das Gebäudeensemble auf abfallendem Gelände zehn Meter tiefer.

## Rundfunksender
Im Jahr 1953 erhielt der Turm einen 10 m langen Mast für einen Ultrakurzwellensender des ORF. Dieser blieb bis 1958 in Betrieb und wurde dann durch den Sender Jauerling der ORS ersetzt.

## Bildergalerie

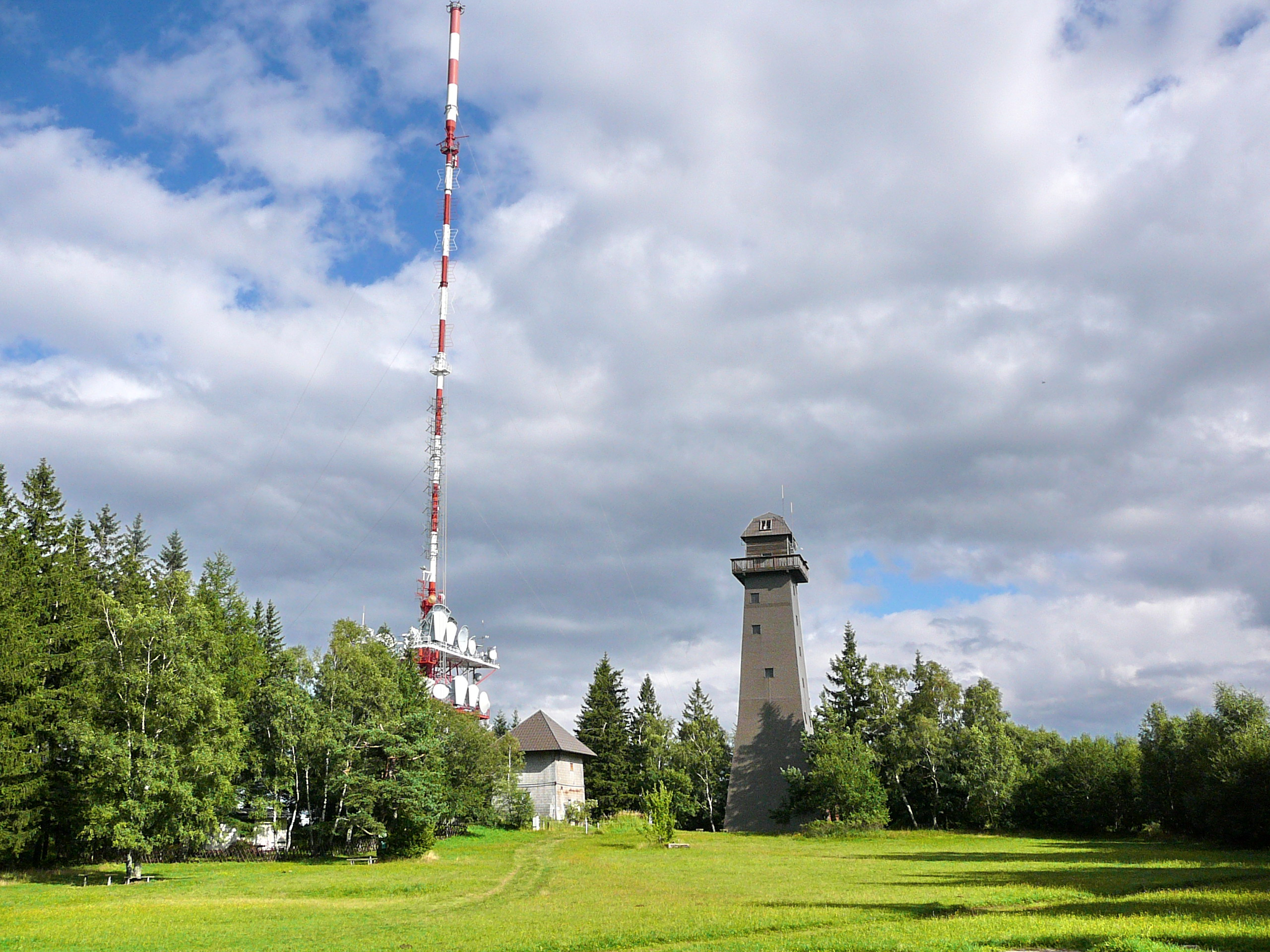
Aussichtswarte mit Sender Jauerling
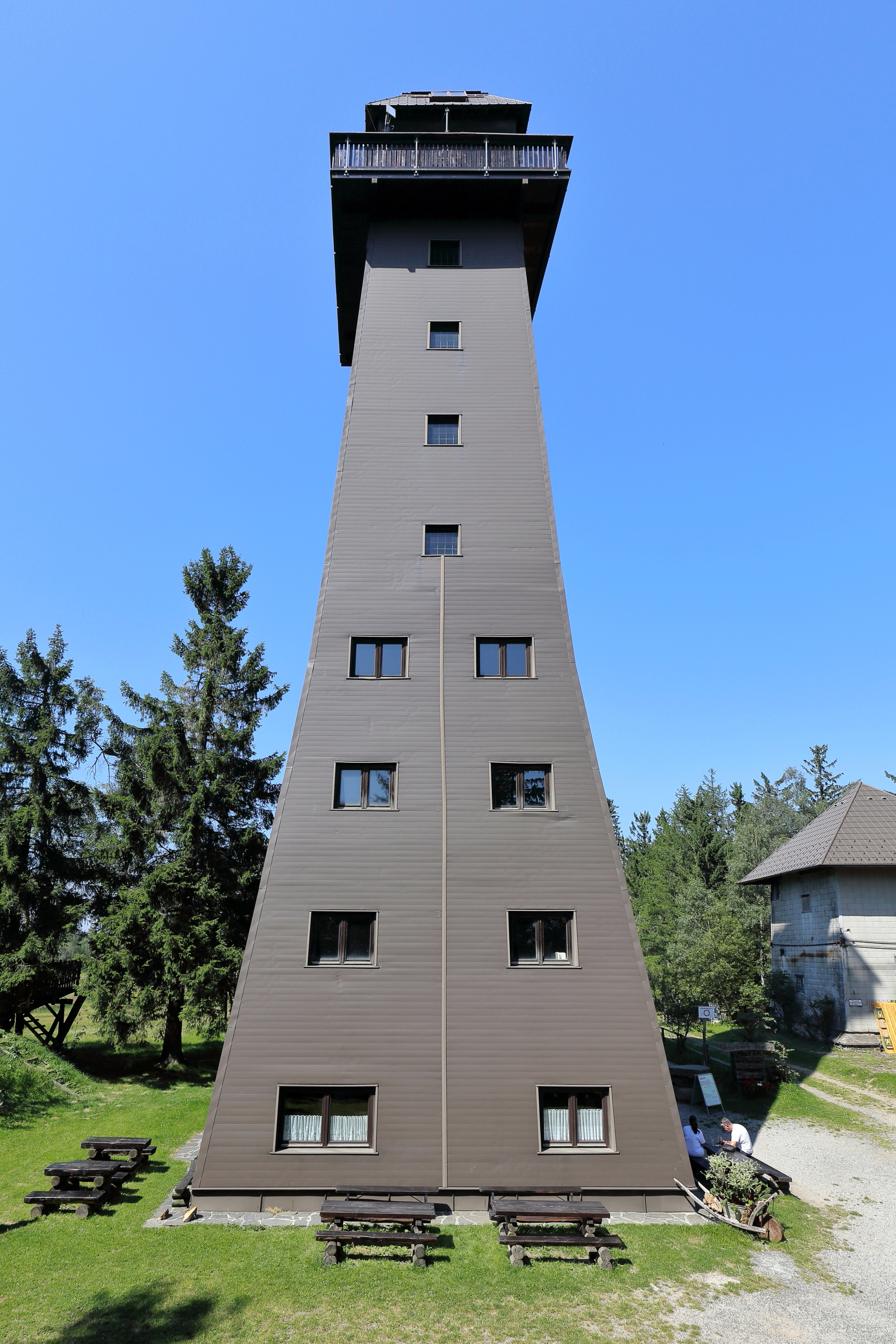
Südostansicht der Aussichtswarte
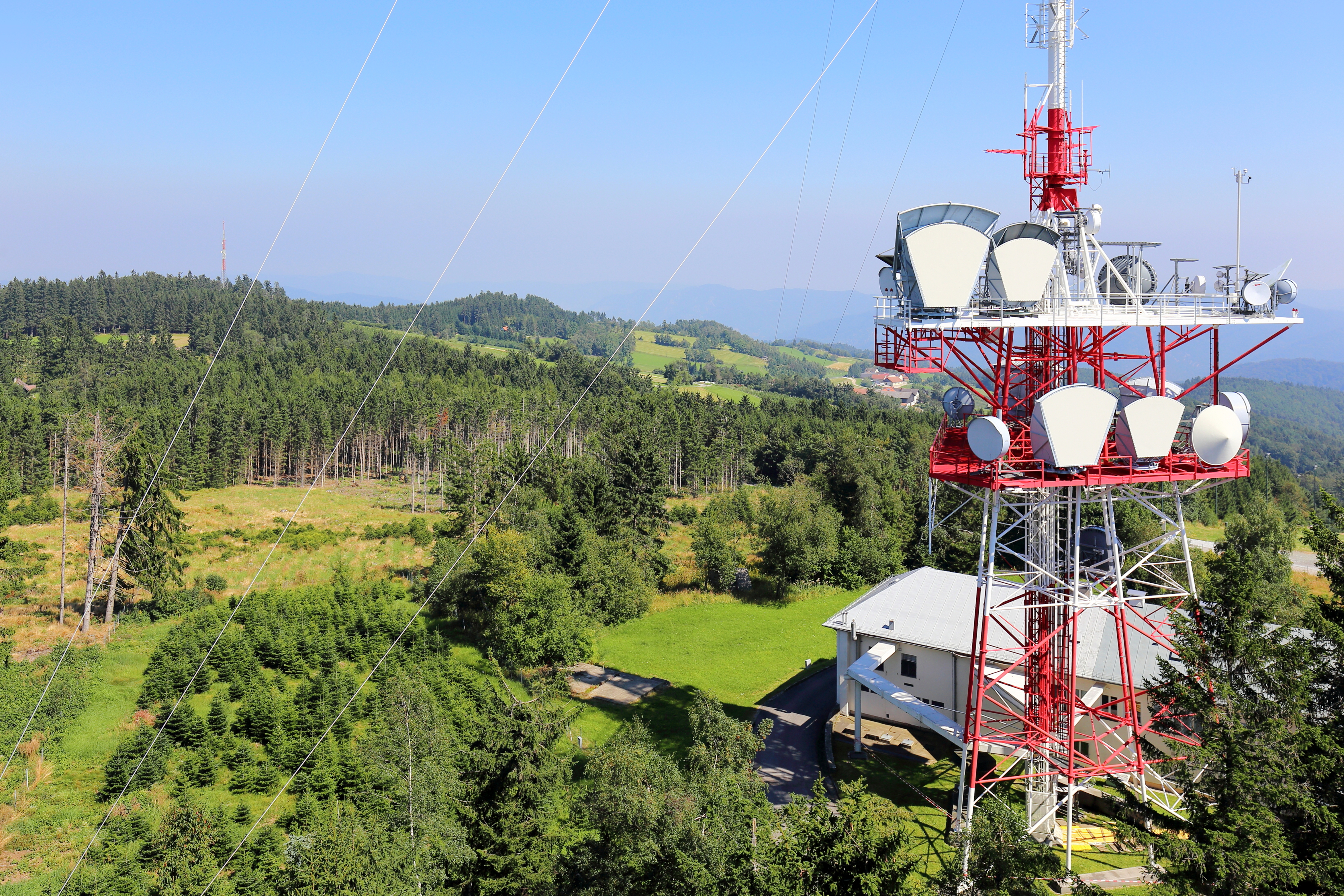
Blick Richtung Nordost von der Warte